# NGC 2961
NGC 2961 est une galaxie lenticulaire située dans la constellation de la Grande Ourse. NGC 2961 a été découverte par l'astronome irlandais Lawrence Parsons en 1873.

## Caractéristiques
Sa vitesse par rapport au fond diffus cosmologique est de 4 584 ± 63 km/s, ce qui correspond à une distance de Hubble de 67,6 ± 4,8 Mpc (∼220 millions d'al). 
La classe de luminosité de NGC 2961 est II.

## Paire de galaxies?
Les galaxies NGC 2959 et NGC 2961 sont près l'une de l'autre sur la sphère céleste et à des distances semblables. Elles forment peut-être une paire de galaxies, mais aucune source ne le mentionne. D'ailleurs, le professeur Seligman souligne qu'il n'y a aucun indice d'interaction entre les deux et qu'elles sont probablement à des millions d'années-lumière l'une de l'autre. Il se pourrait donc aussi qu'elles ne constituent pas une paire physique.